# 6546 Kaye
6546 Kaye eller 1987 DY4 är en asteroid i huvudbältet som upptäcktes den 24 februari 1987 av den tjeckiske astronomen Antonín Mrkos vid Kleť-observatoriet i Tjeckien. Den är uppkallad efter den amerikanske skådespelaren Danny Kaye.
Asteroiden har en diameter på ungefär 21 kilometer och den tillhör asteroidgruppen Ursula.